# Південноафриканська енергетична криза

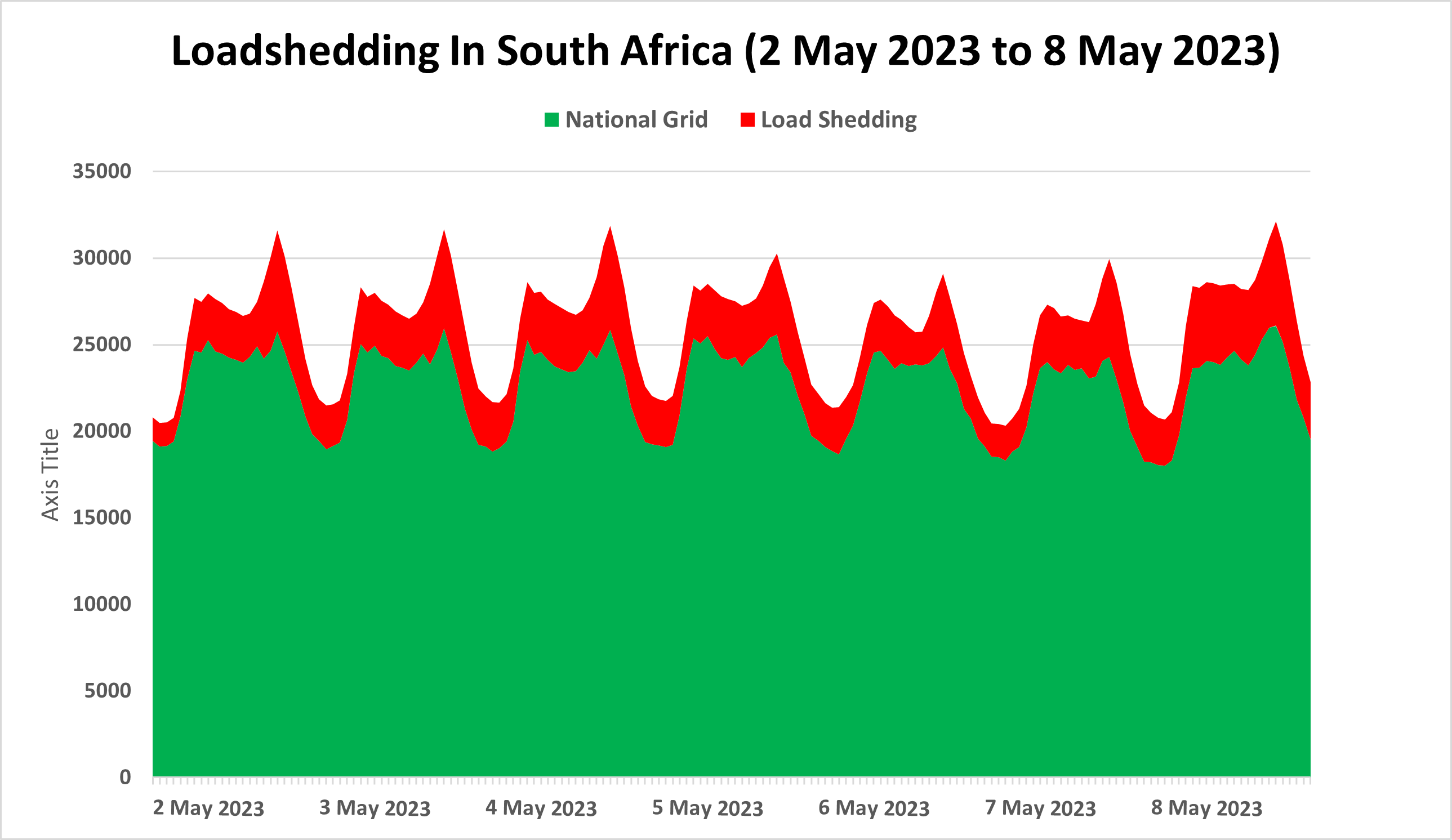
Зниження навантаження Eskom порівняно з енергією, виробленою у 2023 році

Південноафриканська енергетична криза або віялові відключення є повторюваним періодом широкого національного відключення електроенергії. Енергетична криза почалася в ПАР в останні місяці 2003 року, наприкінці другого терміну президентства Табо Мбекі, і триває досі. Південноафриканська державна національна енергетична компанія й генератор первинної електроенергії Eskom, а також різні парламентарі країни пояснюють ці постійні відключення недостатньою генеруючою потужністю.

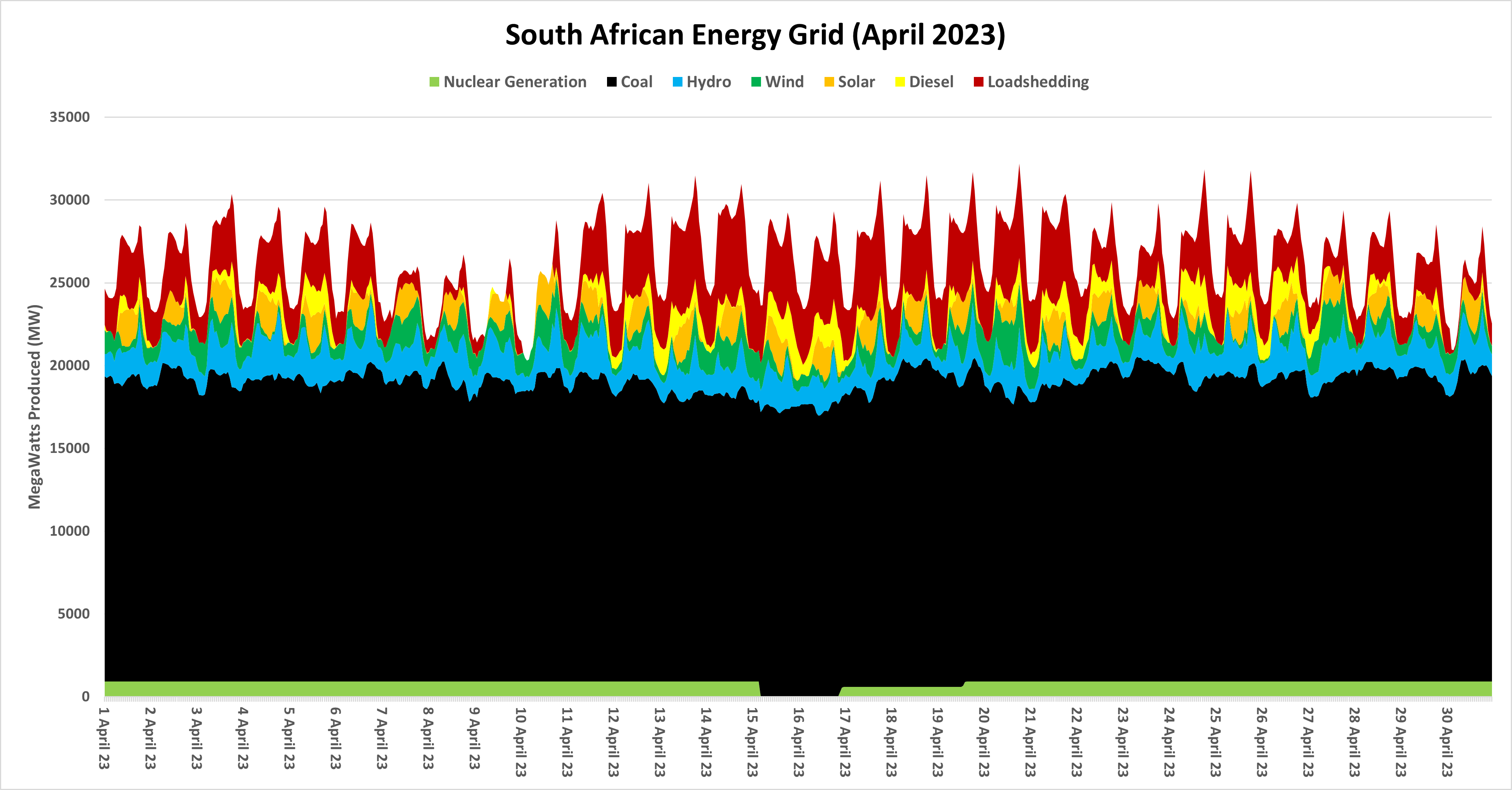
Виробництво електромережі Eskom Nation за джерелом у квітні 2023 року, віялові вимкнення світла показані червоним

За словами Eskom і урядовців, розв'язання цієї проблеми вимагає будівництва додаткових електростанцій і генераторів. Корупція та слабкий менеджмент Eskom, особливо під час президентства Джейкоба Зуми, посилили енергетичну кризу. Нехтування персоналом Eskom на додаток до численних актів саботажу та діяльність злочинних синдикатів в Eskom, які мають політичні зв'язки, також сприяли постійним проблемам з електропостачанням.

## Передумови
Максимальна генеруюча потужність електростанцій станом на 2019 рік
У звіті за грудень 1998 року аналітики й лідери Eskom та південноафриканського уряду передбачили, що Eskom вичерпає запаси електроенергії до 2007 року, якщо не буде вжито заходів для запобігання цьому. Щоб покращити енергопостачання та надійність, у звіті 1998 року рекомендовано реструктуризувати Eskom на відокремлені підприємства з генерування та передачі електроенергії. Попри попередження у звіті 1998 року та прохання компанії дати змогу збільшити потужність, національний уряд не вжив жодних дій. У той час уряд Мбекі розглядав можливість приватизації Eskom, що було названо причиною, чому уряд не вжив жодних заходів. Це призвело до того, що компанія Eskom не змогла додати додаткові генерувальні потужності й, таким способом, не відставати від зростання національного попиту на електроенергію з 2002 року. Лише у 2004 році уряд надав Eskom дозвіл на значне збільшення виробництва енергії (на 70 %).

### Старіння інфраструктури

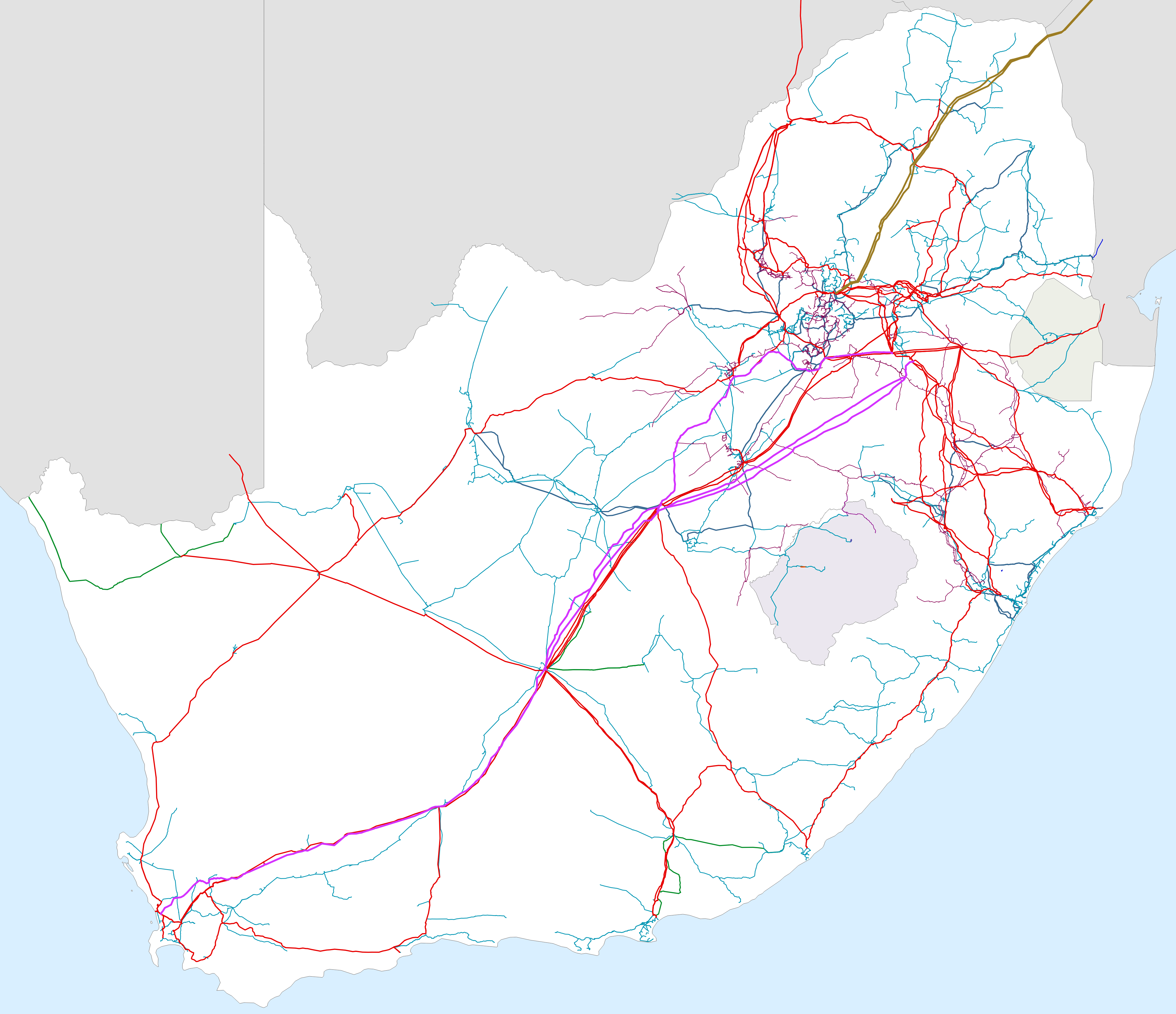
Електросистема ПАР у 2022 р. Рожевий: 765 кВ; Червоний: 400 кВ; Коричневий: лінія електропередач HVDC 533 кВ від Cahora Bassa, синій: менше 300 кВ

15 електростанцій було введено в експлуатацію між 1961 і 1996 роками, що додало загальну потужність у розмірі 35 804 МВт. У 21 столітті було додано лише 9564 МВт потужності від електростанцій, що зараз будуються — Медупі та Кусіле. Багатьом електростанціям Eskom майже 50 років і вони майже виходять з експлуатації. Після першого періоду зниження навантаження у 2007—2008 роках Eskom замовила будівництво вугільних електростанцій Медупі й Кусіле для збільшення виробництва енергії на 25 %. Будівництво цих електростанцій зіткнулося із численними технічними проблемами та перевитратами, тоді як наявний парк електростанцій не був замінений і працював далі навіть після закінчення терміну експлуатації.

#### Історія введення електростанцій в експлуатацію
| Рік  | Станція   | Мегават |
| ---- | --------- | ------- |
| 1961 | Коматі    | 990     |
| 1963 | Роівал    | 300     |
| 1967 | Камден    | 1561    |
| 1969 | Груетфляй | 1180    |
| 1970 | Гендріна  | 1893    |
| 1971 | Арнот     | 2352    |
| 1976 | Кріел     | 3000    |
| 1979 | Матла     | 3600    |
| 1980 | Дувга     | 3600    |
| 1984 | Коеберг   | 1860    |
| 1985 | Тутука    | 3654    |
| 1985 | Летабо    | 3708    |
| 1987 | Матімба   | 3990    |
| 1988 | Кендал    | 4116    |
| 1996 | Маюба     | 4110    |
| 2015 | Медупі    | 4764    |
| 2017 | Кусіле    | 4800    |

## Віялові вимкнення

Генерація електроенергії Eskom 27 червня 2022 року. Помаранчевим кольором позначено розподіл навантаження, що показує, як Eskom не може генерувати піковий попит.

Навантажувально-розвантажувальні роботи Eskom в ГВт-год

У Південній Африці перевантаження електромереж є постійною проблемою протягом багатьох років, й однією з  основних причин цього є значна залежність країни від вугільних електростанцій. Ці станції старіють і часто потребують технічного обслуговування, що призводить до поломок і незапланованих відключень, які зменшують кількість електроенергії, доступної в мережі. Крім того, постачання вугілля в країну було ненадійним через операційні проблеми та перебої, спричинені страйками.
Щоб розв'язати цю проблему, Південна Африка працює над зміною енергетичного балансу з вугілля на відновлювані джерела енергії, такі як вітрова та сонячна енергія. Цей перехід був повільним, але в останні[які?] роки спостерігається значний прогрес, оскільки уряд узяв на себе зобов'язання закуповувати відновлювану енергію та скорочувати викиди парникових газів. Однак перехід на відновлювану енергетику не позбавлений викликів. Переривчастість вітрової та сонячної енергії означає, що постачання електроенергії може бути нестабільним, а вироблена енергія не завжди доступна в періоди високого попиту.
Починаючи з 2007 року, Південна Африка пережила кілька періодів перенавантаження, коли попит на електроенергію в країні перевищував її можливості, зокрема, можливості компанії Eskom, до її постачання. У ці періоди електроенергія розподіляється між різними ділянками електромереж у всій країні та в межах муніципальних районів. Перебої в електропостачанні в окремих районах зазвичай тривають від двох до чотирьох годин. Хоча Південна Африка має національну електромережу, деякі райони країни переживають більше періодів перенавантаження, ніж інші, через відмінності в місцевих можливостях виробництва електроенергії та труднощі в розподілі електроенергії.
Станом на грудень 2019 року Eskom опублікував 8 етапів скидання навантаження, кожен із яких представляє собою зменшення попиту на 1000 МВт за допомогою контрольованого відключення ділянок енергосистеми за заздалегідь визначеним графіком. Графіки можуть відрізнятися залежно від місця розташування. Рівень 6 (зниження на 6000 МВт) був уперше реалізований 9 грудня 2019 року.
| Етапи    | Зняте навантаження | Типові наслідки                 | Користувачів мережі без електроенергії | Можливі години відключення світла в Кейптауні                |
| -------- | ------------------ | ------------------------------- | -------------------------------------- | ------------------------------------------------------------ |
| Рівень 1 | <1000 MW           | 6 год. протягом 4 днів (6/96)   | ~6 %                                   | 16:00 — 18:30                                                |
| Рівень 2 | <2000 MW           | 12 год. протягом 4 днів (12/96) | ~12.5 %                                | 00:00 — 02:30 та 16:00 — 18:30                               |
| Рівень 3 | <3000 MW           | 18 год. протягом 4 днів (18/96) | ~19 %                                  | 00:00 — 02:30 та 16:00 — 18:30                               |
| Рівень 4 | <4000 MW           | 24 год. протягом 4 днів (24/96) | ~25 %                                  | 00:00 — 02:30, 08:00 — 10:30 та 16:00 — 18:30                |
| Рівень 5 | <5000 MW           | 30 год. протягом 4 днів (30/96) | ~31 %                                  | 00:00 — 02:30, 08:00 — 10:30 та 14:00 — 18:30                |
| Рівень 6 | <6000 MW           | 36 год. протягом 4 днів (36/96) | ~37 %                                  | 00:00 — 02:30, 08:00 — 10:30 та 14:00 — 18:30                |
| Рівень 7 | <7000 MW           | 42 год. протягом 4 днів (42/96) | ~44 %                                  | 00:00 — 02:30, 08:00 — 10:30, 14:00 — 18:30 та 22:00 — 00:30 |
| Рівень 8 | <8000 MW           | 48 год. протягом 4 днів (48/96) | ~50 %                                  |                                                              |

Після 2-годинного періоду відключення зазвичай додається ще 30 хвилин для увімкнення, які не враховуються в загальному підсумку, як зазначено вище. Під час увімкнення можуть виникнути проблеми, які можуть призвести до фактичного відключення в зоні після запланованого часу.

## Періоди розвантажувальних робіт
З 2007 року Південна Африка пережила щонайменше п'ять різних періодів скидання навантаження.

### Перший період: 2007—2008
Перший період хронічного дефіциту електроенергії розпочався наприкінці 2007 року й тривав щонайменше до травня 2008-го. Телевізійне шоу-розслідування «Карт-бланш» повідомило, що частково проблема пов'язана з постачанням вугілля на вугільні електростанції. Було названо ще кілька причин, серед яких нестача кваліфікованих кадрів і зростання попиту на електроенергію в усій країні. Щоденне зниження навантаження вперше відбулося протягом двох тижнів у січні 2008 року.
Компанію Eskom критикували за те, що вона експортує електроенергію до сусідніх африканських країн без достатніх потужностей для того, щоб задовольнити попит Південної Африки. Однак 20 січня 2008 року Eskom оголосила, що припинила експорт електроенергії. Уряд заявив, що дефіцит застав їх зненацька, оскільки економіка Південної Африки зростала швидше, ніж очікувалося; проте цільового темпу зростання у 6 % на рік не було досягнуто з 1996 до 2004 року. Середній темп зростання ВВП за цей період становив 3,1 %. 2012 рік часто згадувався як найбільш ранній термін для подолання дефіциту електроенергії.

### Другий період: листопад 2014— лютий 2015
Електростанція Маджуба втратила можливість виробляти електроенергію після обвалу одного із силосів для зберігання вугілля 1 листопада 2014 року. Ця електростанція забезпечувала приблизно 10 % всієї потужності країни, й обвал зупинив постачання вугілля на електростанцію. Другий силос дав велику тріщину 20 листопада, що знову призвело до зупинки електростанції, і це після того, як було вжито тимчасових заходів для доставки вугілля на електростанцію.
5 грудня 2014 року компанія Eskom розпочала третій етап масштабного скидання навантаження у Південній Африці після зупинки двох електростанцій 4 листопада (того ж року) через дефіцит дизельного палива. Також повідомлялося, що гідроакумулюючі електростанції Palmiet і Drakensberg зазнають труднощів через вичерпання запасів води, що надходить на ГЕС. Третій етап був на той час найвищим ступенем скидання навантаження.
У четвер, 4 листопада, Eskom не вистачало 4 000 мегават до попиту країни в електроенергії у 28 000 мегават. Енергокомпанія має можливість виробляти 45 583 мегават, але може постачати лише 24 000 мегават через «планове і позапланове» технічне обслуговування. Одна турбіна на електростанції «Дувха» компанії Eskom досі не працює через «незрозумілий інцидент» у березні 2014 року. Скидання навантаження було заплановано відновити в лютому 2015 року у зв'язку із запуском промисловості після періоду грудневих свят.

### Третій період: лютий 2019— березень 2019
Черговий період зниження навантаження розпочався в лютому 2019 року, коли компанія Eskom оголосила про зниження навантаження 4-го рівня через тимчасову втрату генеруючих потужностей. Це призвело до зниження споживання електроенергії з національної мережі на 4 000 МВт. У середині березня того ж року компанія Eskom здійснила масштабні постійні відключення електроенергії в усій країні в рамках зниження навантаження 4-го рівня.

### Четвертий період: грудень 2019— березень 2020
У грудні 2019 року компанія Eskom реалізувала наступний етап зниження навантаження. Південна Африка пережила найгіршу енергетичну кризу, коли в грудні 2019 вперше в історії було введено в дію 6-й рівень скидання навантаження. Компанія Eskom заявила, що із загальної номінальної потужності в орієнтовно 44 000 МВт вона не змогла забезпечити приблизно 13 000 МВт загальної потужності, що призвело до загальнонаціональних відключень електроенергії.
Причиною четвертого періоду відключень стало поєднання низки чинників від погодних умов до звинувачень у саботажі та недбалому ставленні до роботи. Незвично сильні дощі у високогірному регіоні Південної Африки призвели до намокання вугілля та виникнення повеней, що спричинило неможливість ефективної роботи низки електростанцій, зокрема, електростанції Медупі. Президент Сиріл Рамафоса заявив, що додатковою причиною зниження навантаження стала втрата 2 000 МВт через ймовірний саботаж з боку співробітника Eskom. Операційний директор Eskom Ян Оберхольцер публічно заявив, що основною причиною відключень було недостатнє технічне обслуговування й нехтування ним протягом попередніх дванадцяти років, що призвело до непередбачуваності та ненадійності системи. Південноафриканські опозиційні партії розкритикували Африканський національний конгрес і президента Рамафосу за те, як вони впоралися з кризою. Додатковий етап скидання навантаження (рівень 4) був ініційований у березні 2020 року, коли на атомній електростанції Кьоберґ виникла несправність одного з насосів для охолодження морської води.

### П'ятий період: березень 2021— до сьогодні
Під час пандемії COVID-19 та спричиненого нею економічного спаду скидання навантаження було значною мірою призупинено через зниження попиту на електроенергію. Проте в березні 2021 року, коли сталися поломки на електростанціях Матімба, Тутука, Маджуба, Кусіле, Дувха, Кріель, Кендал і Медупі, відключення було відновлено. У травні 2021 року після численних аварій на електростанціях Тутука, Маджуба, Кріель, Матла, Кусіле, Медупі та Дувха було повторно запроваджено 2-й етап розподілу навантаження. До 9 червня 2021 року було оголошено про зниження навантаження до 4-го рівня.
10 червня 2021 року президент Рамафоса оголосив, що до Закону про регулювання електроенергетики будуть внесені поправки, які підвищать поріг для звільнення від подання заявки на отримання ліцензії від національного енергетичного регулятора Nersa на виробництво електроенергії, що збільшило поріг звільнення з 1 мегавата до 100 мегаватт. Це дало б змогу приватним виробникам електроенергії легше додавати потужності до національної енергосистеми.
Після забезпечення безперебійного електропостачання протягом 77 днів, 7 жовтня 2021 року компанія Eskom оголосила, що другий етап скидання навантаження відновиться через заплановані та незаплановані відключення.
25 жовтня 2021 року Eskom оголосила, що потужність залишатиметься «обмеженою» до серпня 2022 року, що матиме негативні наслідки для економіки. Eskom також оцінила, що для усунення ризику перенавантаження буде потрібно додатково від 4000 до 6000 МВт генерувальних потужностей. 27 жовтня 2021 року Eskom оголосила, що 4-й етап скидання навантаження буде впроваджено протягом трьох днів через проблеми на електростанціях Медупі, Кусіле, Матла, Летабо та Арнот. Того ж дня представник правлячої партії ПАР, Африканського національного конгресу (АНК) - Пуле Мабе  - висловив занепокоєння, що нещодавній графік зниження навантаження може бути політично вмотивованим з огляду на майбутні муніципальні вибори 2021 року.
Після муніципальних виборів 2021 року, 5 листопада відновився 4-й етап скидання навантаження через проблеми на електростанціях Кендал, Тутука, Матімба, Маджуба та Летабо. У післявиборчій промові 8 листопада президент Рамафоса зазначив, що подальша залежність від компанії Eskom, як єдиного національного генератора, є головним ризиком для системи енергопостачання.
Eskom оголосила, що з 2 до 7 лютого 2022 року буде повторно запроваджено 2-й рівень вимкнення світла через поломку двох енергоблоків на електростанціях Кусіле та Кендал. На початку березня 2022 року було оголошено про 4-й рівень скидання навантаження через поломки, що призвели до відключення 15 439 МВт із національної енергосистеми. Зниження навантаження 4-го рівня було продовжено на Великодні вихідні 2022 року, коли приблизно половина національної енергосистеми вийшла з ладу.

#### Червневий страйк 2022 року
Наприкінці червня 2022 року скидання навантаження зросло до 4-го рівня, а потім до 6-го в національній енергосистемі після незаконного страйку працівників NUMSA (Національна спілка металургів) та NUM (Національна профспілка гірників). Втрата генерувальних потужностей через страйк відбулася на додаток до втрати 2 766 МВт через планове технічне обслуговування та ще 17 395 МВт через поломки на електростанціях. Оскільки страйк продовжувався, Eskom попередив, що може виникнути необхідність у впровадженні 6-го рівня скидання навантаження. 28 червня 2022 року в Eskom підтвердили, що шостий етап зниження навантаження буде здійснено ввечері, лише вдруге з грудня 2019 року. Наприкінці червня страйк було фактично припинено, коли Eskom погодився відновити переговори щодо заробітної плати.

#### Вереснева криза 2022 року
У середині вересня 2022 року в енергосистемі Південної Африки стався колапс генерувальних потужностей, у результаті якого було втрачено до половини потужностей Eskom. Eskom оголосила, що через пожежі та обрив вугільного конвеєра на електростанції Кендал, а також відключення живлення під час випробувань на атомній електростанції Кьоберґ буде застосовано 4-й рівень скидання навантаження; через тиждень було оголошено про 5-й рівень. Наступного дня після оголошення про впровадження 5-го рівня скидання навантаження відключилися генератори на електростанціях Кусіле та Кріель, що змусило компанію Eskom впровадити 6-й рівень скидання навантаження з перспективою впровадження 8-го рівня.
7 грудня 2022 року було знову запроваджено 6-й рівень, коли понад 20 000 МВт генерації було знято з лінії через велику кількість поломок на електростанціях. Повідомлялося, що скидання навантаження 7-го рівня може розпочатися, якщо буде проведено планове технічне обслуговування, яке виведе з ладу один із ядерних реакторів АЕС «Кьоберґ».
До кінця 2022 року південноафриканці пережили понад 200 днів відключення електроенергії, що стало найбільшим показником за календарний рік станом на сьогодні.

#### Криза 2023 року
22 лютого 2023 року компанія Eskom оголосила, що її колишній генеральний директор Андре де Рюйтер, який мав залишити компанію наступного місяця, звільнився за власним бажанням на тлі загострення загальнонаціональної енергетичної кризи. Ця заява була зроблена після того, як колишній генеральний директор дав інтерв'ю інформаційному агентству eNCA, у якому висловив сумніви щодо політичної волі уряду покласти край ендемічному хабарництву в енергетичному секторі. У відповідь на звинувачення в корупції Eskom, а також у зв'язку з безпрецедентним дефіцитом електроенергії, президент Сиріл Рамафоса призначив Кгосієншо Рамокгопу першим в історії країни міністром електроенергетики.

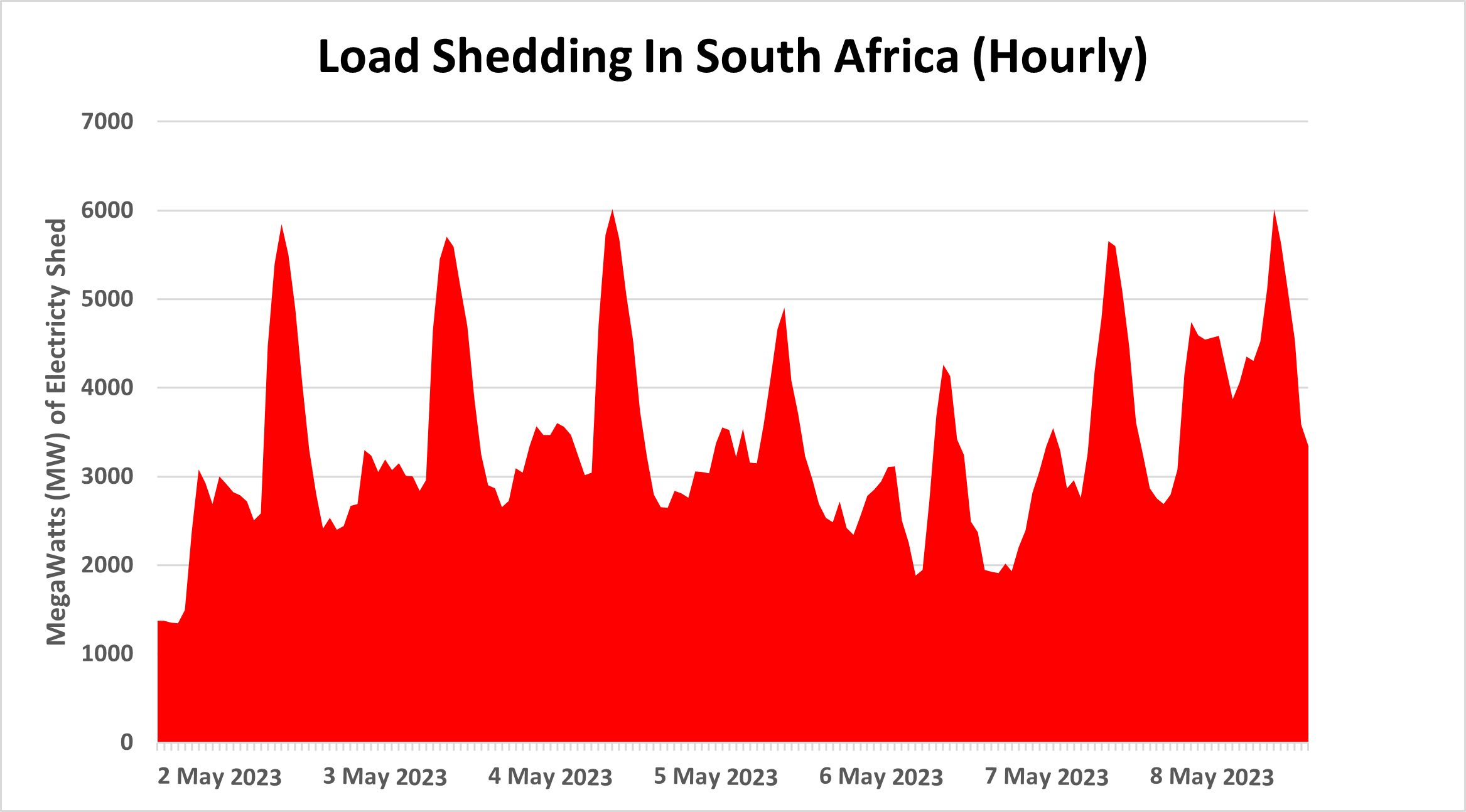
Скидання навантаження Eskom за період у 2023 році

12 квітня 2023 року було запроваджено 6-й рівень скидання навантаження, який, за прогнозами, триватиме невизначений час, оскільки вийшли з ладу енергоблоки на електростанціях Тутука, Кріель, Дувха та Кендал. Міста Преторія та Мамелоді залишилися без електроенергії на тривалий час після падіння 7 опор, що сталося, як повідомляється, через діяльність крадіїв металу.

## Саботаж та корупція
Саботаж і корупція в державній енергетичній компанії Eskom та її постачальниках подовжили та поглибили енергетичну кризу, обмеживши здатність країни підтримувати наявні енергогенеруючі потужності та збільшивши витрати.
19 листопада 2021 року Eskom оголосила, що саботаж у галузі електричної інфраструктури, а також корупція можуть бути причиною проблем з енергопостачанням. Початкове судове розслідування виявило докази того, що нещодавнє пошкодження вугільного конвеєра в Летабо було результатом навмисного саботажу. Сталеві опори були розірвані, що призвело до падіння електроопори. На брифінгу для ЗМІ гендиректор Eskom, де Рюйтер, прокоментував, що справа була передана до Hawks (Управління з розслідування особливо важливих справ) для подальшого розслідування. Попри розслідування та дисциплінарні заходи, акти саботажу тривали до травня 2022 року, коли стало відомо, що на кількох заводах сталися численні інциденти. У травні 2022 року міністр державних підприємств Правин Горхан повідомив парламенту, що випадки навмисного перерізання кабелів диверсантами, зростання крадіжок на електростанціях і корупція навколо постачання мазуту значно погіршили ступінь кризи й здатність Eskom розв'язати її. Південноафриканський журналіст Кайл Кован припустив, що мотивація цих актів саботажу є політично вмотивованою з боку невідомих груп або деяких осіб в Eskom, причетних до корупції.
У грудні 2022 року речник президента Рамафоси оголосив, що Збройні сили Південно-Африканської Республіки будуть розгорнуті на чотирьох електростанціях Eskom «у відповідь на зростання загрози саботажу, крадіжок, вандалізму та корупції» на невизначений час. Наприкінці лютого 2023 року генеральний директор Eskom суперечливо заявив, що чотири злочинні синдикати оселилися в національному комунальному підприємстві та що до цього причетний неназваний високопоставлений член парламенту від АНК і що уряду бракує політичної волі для врегулювання ситуації. Де Рюйтер також заявив, що, на його думку, «розвантаження значною мірою пов'язане зі злочинністю та корупцією».

## Вплив
Енергетична криза мала низку дуже негативних наслідків для Південної Африки. Вони варіюються від зниження економічного зростання та ускладнення ведення бізнесу в країні до підвищення рівня злочинності та формування південноафриканської політики. Дослідження Йоганнесбурзького університету, проведене у 2022 році, показало, що з моменту запровадження 6-го рівня скидання навантаження повторювані періоди скидання навантаження значно знизили «загальний рівень щастя південноафриканців». У 2023 році до Вищого суду Преторії було подано позов про визнання енергетичної кризи неконституційною через труднощі, які вона спричинила.

### Медицина
Станом на квітень 2023 року 80 % державних закладів охорони здоров'я постраждали від відключень електроенергії і лише 20 % мали постійне електропостачання. Догляд за пацієнтами був ускладнений, особливо в сільській місцевості, а також у великих лікарнях, які «були переповнені пацієнтами, що надходять із сільських лікарень». Найбільше постраждала хірургічна допомога через довгі черги. Стандарти охорони здоров'я знижувалися разом із нестачею води в усіх державних закладах охорони здоров'я. Профспілка Indaba, що займається працівниками охорони здоров'я заявила, що «медсестрам набридло покладатися на ліхтарики мобільних телефонів, ненадійні генератори для підтримування правильної температури вакцин та інших ліків».

### Злочинність
У 2022 році повідомлялося, що тривалі періоди зниження навантаження призвели до збільшення кількості злочинів. Це охоплює крадіжки металу, які відбувалися в періоди браку електроенергії для крадіжки обладнання з електростанцій, підстанцій і ліній електропередачі, що ускладнювало зусилля Eskom щодо пом'якшення енергетичної кризи та коштувало комунальному підприємству понад 16,8 млрд рандів (937 млн дол США) та водночас створювало додаткові труднощі для муніципалітетів. Випадки злому будинків і пограбувань через нестачу освітлення та сигналізації зросли в деяких міських районах Південної Африки в період, коли було запроваджено 6-й Стадія зниження навантаження.

### Протести
У середині січня 2023 року в дурбанській громаді Фенікс та йоганнесбурзькій громаді Боксбурґ спалахнули протести проти частоти та обсягів скидання навантаження.

### Економіка
Енергетична криза суттєво обмежила економічне зростання в Південній Африці, тим самим завадивши країні боротися з високим рівнем безробіття. За оцінками, дефіцит електроенергії знизив економічне зростання у 2021 році на 3 %, що коштувало країні приблизно 350 000 потенційних нових робочих місць лише за цей рік. У 2022 році страхова компанія Sanlam повідомила, що вартість заміни побутової техніки через стрибки напруги після періодів відключення електроенергії перевищила вартість заміни побутової техніки через крадіжки зі зломом.
У 2022 році аналітична фірма Intellidex підрахувала, що розв'язання енергетичної кризи протягом трьох років коштуватиме Південній Африці 500 млрд рандів (28 млрд дол. США). Alexforbes підрахували, що тривале зниження навантаження на стадії 6 коштувало б країні 4 млрд рандів (216 мільйонів доларів США) на день через втрату потенційної економічної активності.

#### Бізнес
Станом на 2008 рік великі компанії з міжнародними інвесторами також постраждали від енергетичної кризи й заявили про це міжнародній спільноті, привернувши увагу потенційних іноземних інвесторів до ситуації. За оцінками, скидання навантаження за перші шість місяців 2015 року коштувало південноафриканському бізнесу 13,72 млрд рандів втраченого доходу, а ще 716 млн рандів було витрачено компаніями на резервні генератори.
Банки та телекомунікаційні компанії загалом працюваи далі у звичайному режимі завдяки наявним системам резервного копіювання. Однак станом на листопад 2021 року зниження навантаження призвело до зменшення покриття мобільного зв'язку, оскільки резервні акумулятори також були вкрадені, а станції мобільного зв'язку розгромлені вандалами під час відключення електроенергії.
У 2019 році власники малого бізнесу зазначили, що скидання навантаження було проблемою номер один, з якою вони зіткнулися. У звіті про настрої малого бізнесу, у якому взяли участь 3984 власники малих підприємств, 44 % сказали, що вони серйозно постраждали від віялових відключень, а 85 % зазначили, що це зменшило їхні доходи. Як наслідок, 40 % малих підприємств втратили дохід на 20 % або більше протягом періоду скидання навантаження, а 20 % власників заявили, що якщо скидання навантаження триватиме на рівні 1 кварталу 2019 року, їм доведеться розглянути питання про скорочення штату або закриття бізнесу.
У лютому 2023 року фермер подав до суду на компанію Eskom за збитки, спричинені перевантаженням, в результаті якого 40 000 його курчат-бройлерів задихнулися.

#### Видобуток
У січні й лютому 2008 року світові ціни на платину й паладій досягли рекордних максимумів, оскільки спочатку були закриті шахти, а потім обмежено використання електроенергії. Південна Африка постачає 85 % світового експорту платини та 30 % експорту паладію. За оцінками гірничодобувних компаній, сотні тисяч унцій видобутку золота й платини будуть втрачатися щороку, поки криза не мине. Передусім через вплив на гірничодобувні компанії, економісти у 2011 році значно погіршили прогнози зростання ВВП. Консенсус зупинився на позначці 4 % (що значно нижче урядового показника в 6 %), із застереженням, що за певних обставин зростання може знижуватися на 20 базисних пунктів щомісяця.

## Кризовий менеджмент

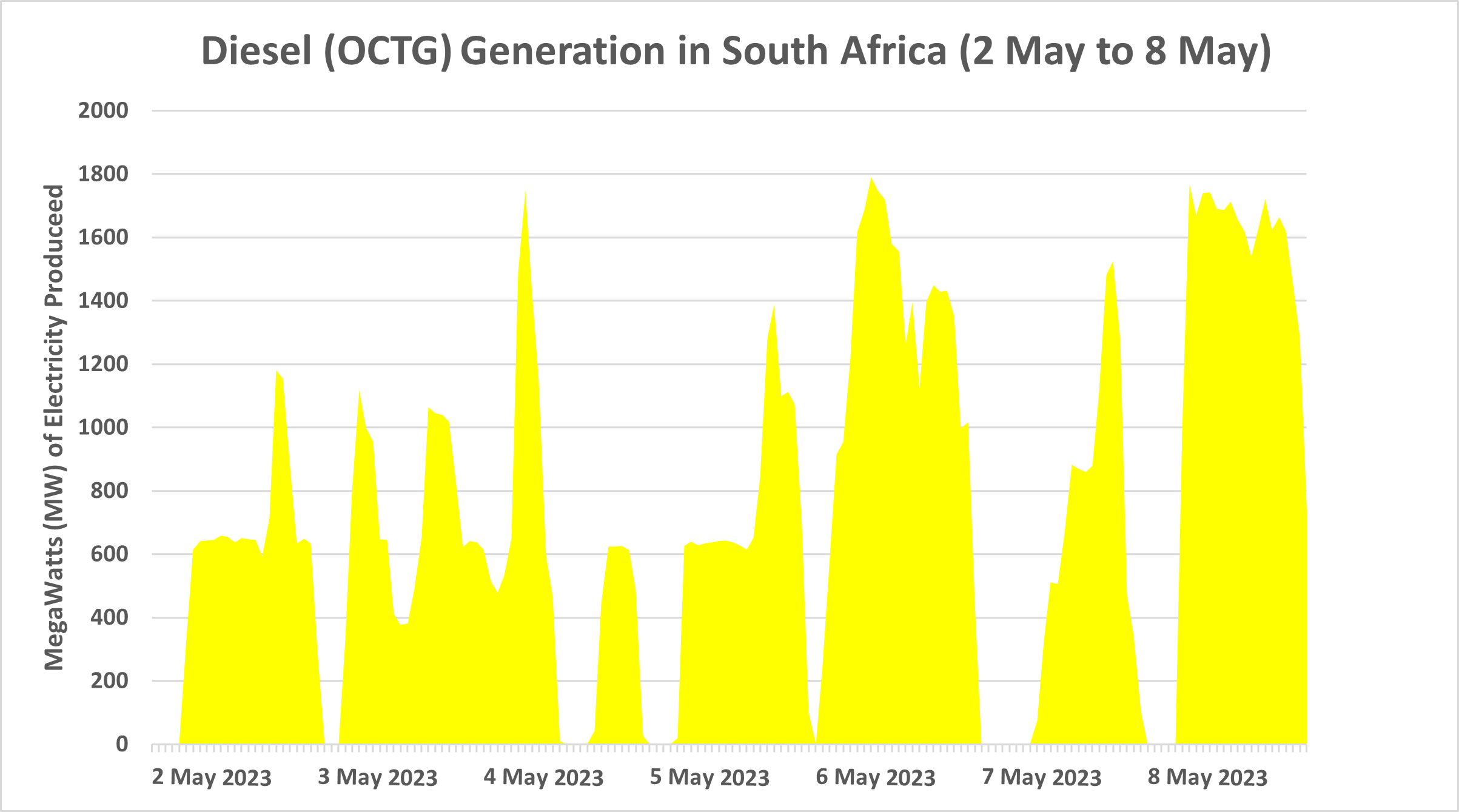
Виробництво дизельної енергії Eskom у 2023 році

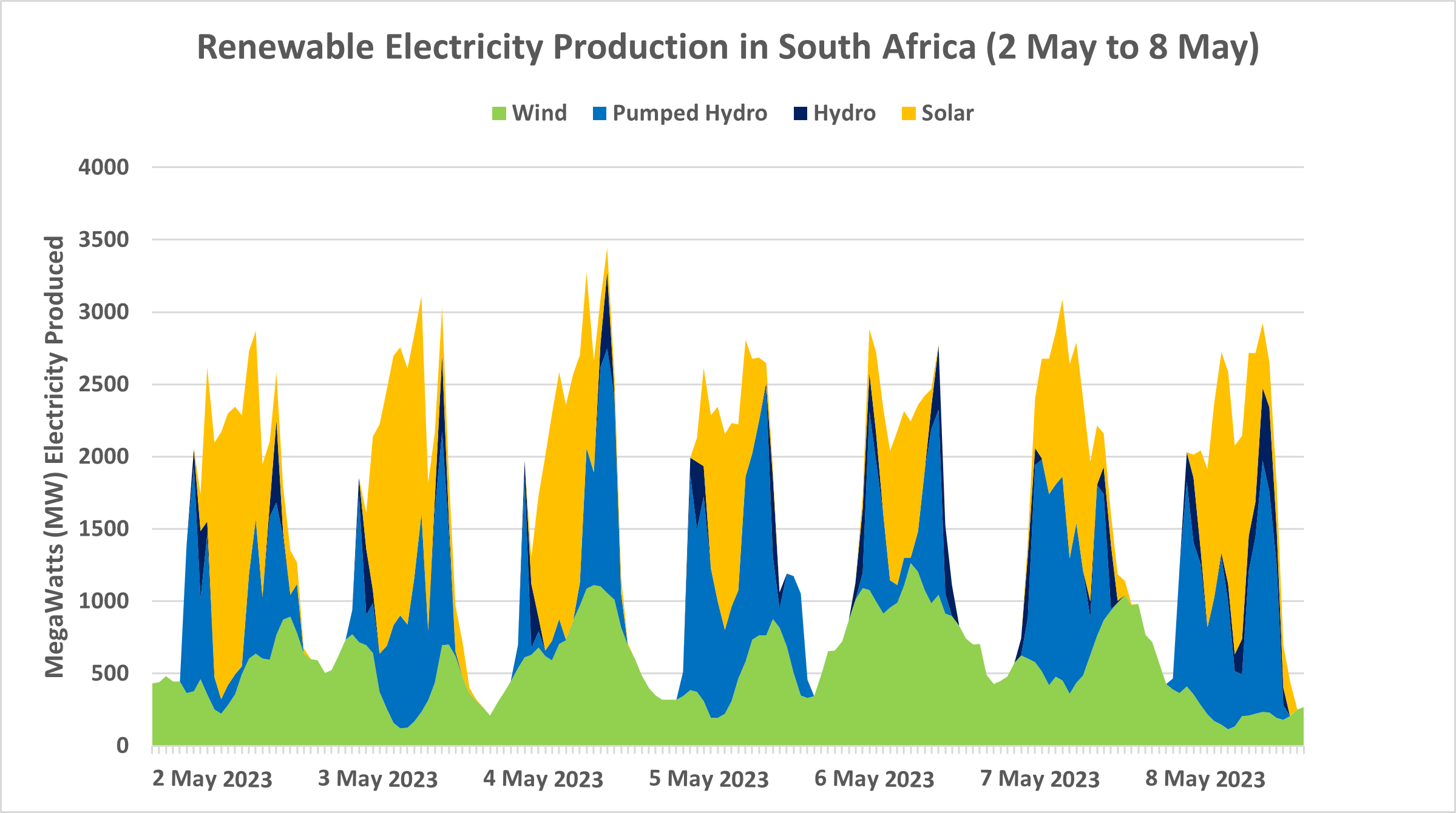
Виробництво відновлюваної енергії Eskom у 2023 році

Станом на лютий 2008 року відключення тимчасово припинилися через зниження попиту та стабілізацію технічного обслуговування. Таке падіння попиту було спричинене закриттям або сповільненням роботи багатьох шахт країни, щоби полегшити навантаження. Однак у квітні 2008 року розпочалося регулярне примусове зниження навантаження, щоб забезпечити періоди технічного обслуговування електрогенераторів та відновлення запасів вугілля перед зимою, коли очікується різке зростання споживання електроенергії.
На розширення генерувальчих потужностей упродовж наступних п'яти років, починаючи з 2015 року, буде витрачено 280 млрд рандів, причому приблизно 20 000 мегават додаткових потужностей мають бути введені в експлуатацію до 2025 року. Однак ні короткострокове, ні довгострокове фінансування ще не забезпечено, а зниження кредитного рейтингу Eskom викликало спекуляції на тему вливання капіталу з боку уряду.
11 грудня 2014 року було оголошено, що президент Джейкоб Зума доручив віцепрезиденту Сирілу Рамафосі наглядати за поліпшенням діяльності трьох державних компаній, а саме Eskom, Південноафриканські авіалінії та Пошта Південної Африки, які перебувають у скрутному становищі.
15 січня 2015 року тодішній генеральний директор Eskom Чедісо Матона визнав, що політика Eskom означає, що технічне обслуговування електростанцій роками нехтувалося, і що південноафриканцям доведеться звикнути до відключень електроенергії упродовж наступних чотирьох-п'яти років. У грудні того ж року Верховний апеляційний суд визнав «незаконною» угоду між Eskom й Areva про заміну парогенераторів на атомній електростанції Кьоберґ, що поставило під сумнів тендерний процес, проведений комунальним підприємством.
Наприкінці 2016 року міжнародне рейтингове агентство Standard & Poor's знизило кредитний рейтинг Eskom до суб-інвестиційного, знизивши його довгостроковий кредитний рейтинг до BB — на два рівні нижче інвестиційного порогу. Того ж року Матела Коко, колишній керівник відділу генерації Eskom, був призначений виконувачем обов'язків генерального директора. Eskom заявила, що має намір шукати ядерне рішення для вирішення поточних енергетичних проблем. Згідно з прогнозами від кінця 2016 року, використання ядерної енергії забезпечить понад 1000 ГВт електроенергії до 2050 року. У рамках підготовки компанія запустила навчальну програму для 100 техніків, інженерів і ремісників, щоб сертифікувати їх як операторів атомних електростанцій. У січні 2018 року виконувач обов'язки фінансового директора Eskom заявив, що компанія не може дозволити собі нове будівництво після падіння проміжного прибутку на 34 % через зниження продажів і збільшення витрат на фінансування. Уряд заявив, що й надалі реалізуватиме план, але повільніше.
У 2018 році Національний енергетичний регулятор Південної Африки відхилив заявку Eskom щодо підвищення тарифів на електроенергію на 19,9 % у 2018/19 фінансовому році. Натомість регулятор надав дозвіл на підвищення на 5,2 % і надав перелік причин відмови в підвищенні тарифів, які, за словами південноафриканської газети Business Day, малюють «картину неефективності, неточного прогнозування та перевитрат» в енергокомпанії. Частково відмова була спричинена тим, що в Eskom було 6 000 зайвих співробітників, які не були потрібні для ефективної роботи компанії та потребували витрат на рівні 3,8 млрд рандів щорічно. 28 березня 2018 року Moody's Investors Service знизило кредитний рейтинг Eskom до B2 з B1, заявивши, що воно стурбоване «брак будь-якої відчутної фінансової підтримки компанії в лютневому державному бюджеті».
24 листопада 2020 року Moody's ще більше знизило довгостроковий кредитний рейтинг Eskom до Caa1. Це відносить кредит Eskom до «спекулятивного рівня» інвестицій із «дуже високим кредитним ризиком».
Намагаючись пом'якшити вплив енергетичної кризи, місто Кейптаун прийняло низку місцевих стратегій для вирівнювання місцевого попиту на електроенергію на щоденній основі з 2022 року. Це охоплює використання схеми перекачування води з дамби Стінбрас для зменшення впливу до двох рівнів навантаження. У квітні 2023 року Кейптаун оголосив про плани зробити його «вільним від навантаження» упродовж 3 років, починаючи з будівництва сонячної електростанції потужністю 60 МВт.